# Tweed Shire
Tweed Shire är en kommun i Australien. Den ligger i delstaten New South Wales, i den sydöstra delen av landet, omkring 650 kilometer norr om delstatshuvudstaden Sydney. Antalet invånare var 91 371 vid folkräkningen 2016.
Följande samhällen finns i Tweed Shire:
- Tweed Heads
- Banora Point
- Murwillumbah
- Kingscliff
- Tweed Heads West
- Pottsville Beach
- Bilambil Heights
- Bilambil
- Casuarina
- Burringbar
- Nobbys Creek
- Crystal Creek
- Stokers Siding
- Crabbes Creek
- Cudgen
- Clothiers Creek
- Carool
- Pumpenbil
- Doon Doon
- Limpinwood
- Duranbah
- Byangum
- Dunbible
- Kielvale
- Dungay
- Mount Burrell
- Eungella
- Tanglewood
- Condong
- Fernvale
- Piggabeen
- Cobaki
- Reserve Creek
- Blue Knob
- Upper Crystal Creek